# Kilnamona
Kilnamona é uma freguesia da República da Irlanda, situada no Condado de Clare, próximo à cidade de Ennis. A freguesia de Kilnamona possui um total 27 cidades, distribuídas por uma área de 24 km², que historicamente já pertenceram ao Barão de Inchiquin. 